# Vigano San Martino
Vigano San Martino [viˈɡaːno ˌsammaɾˈtiːno] (Igà [iˈɡa] o Vigà [viˈɡa] in dialetto bergamasco) è un comune italiano di 1 372 abitanti della provincia di Bergamo in Lombardia. Situato alla destra orografica del fiume Cherio, in Val Cavallina, dista circa 23 chilometri a est dal capoluogo orobico.

## Geografia fisica

### Territorio
Vigano San Martino si trova nella parte sinistra della val Cavallina, ai piedi del monte Pranzà (1095 m)

## Storia
Nel paese sono stati rinvenuti, in località Buco del Corno, resti che attestano la presenza umana già all'epoca paleolitica. 
Si tratta di una sepoltura umana corredata da un dente forato e una spilla in bronzo.
Inoltre sono state rinvenute ossa di vari animali (iene, orsi, cervi e lupi) risalenti anch'esse a circa 8000 anni fa.
L'epoca che ha lasciato maggiori segni nel paese è senza dubbio il medioevo: si possono difatti trovare tracce visibili di un castello (nei pressi dell'attuale chiesa parrocchiale) e diverse fortificazioni.
In tempi più recenti, all'inizio del XX secolo, il paese fu unito ai vicini comuni di Borgo di Terzo, Berzo San Fermo e Grone, assumendo la denominazione di Borgounito, mantenuta fino al 1948 quando i comuni vennero nuovamente scissi.

### Simboli
Lo stemma e il gonfalone sono stati concessi con decreto del presidente della Repubblica del 27 ottobre 1994.
La torre ricorda il borgo e i ruderi di una roccaforte inglobati in parte nelle abitazioni; la croce latina vuole ricordare la presenza di numerosi luoghi di culto e di chiese presenti nel territorio; l'ascia preistorica simboleggia l'antichità degli insediamenti in quest'area, confermata dagli scavi archeologici.
Il gonfalone è un drappo partito di bianco e di porpora.

## Monumenti e luoghi d'interesse

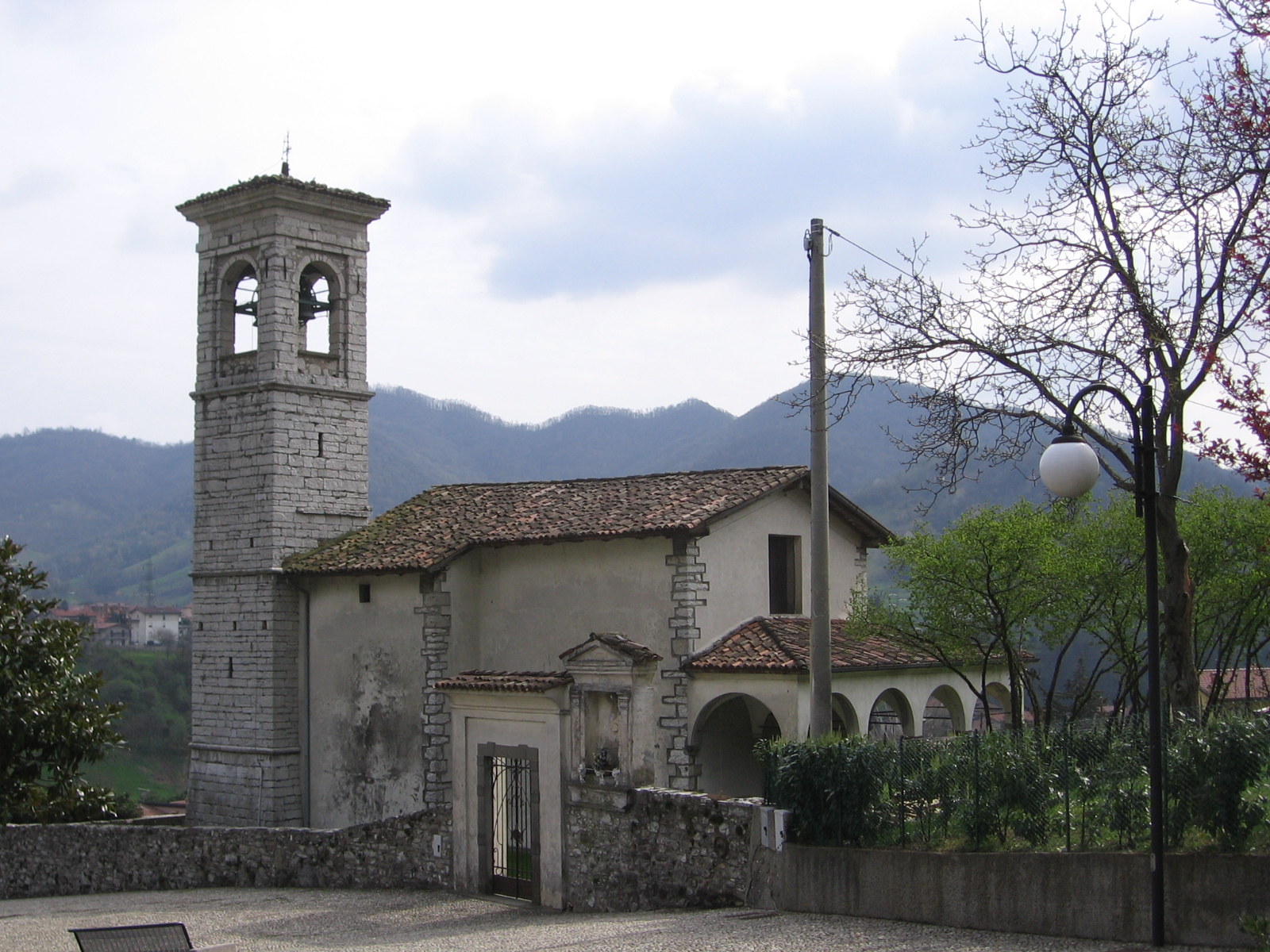
Santuario della Madonna di San Martino

Di notevole pregio è la chiesa parrocchiale intitolata a San Giovanni Battista.
Costruita in stile romanico nel 1535, utilizzava come campanile un angolo di castello.
Ristrutturato nel XVIII secolo, adottò quella che è la sua forma attuale, con numerosi affreschi e dipinti, ma soprattutto un altare di scuola fantoniana.

## Società

### Evoluzione demografica
Abitanti censiti

## Amministrazione
| Periodo        | Periodo        | Primo cittadino | Partito                         | Carica  | Note |
| -------------- | -------------- | --------------- | ------------------------------- | ------- | ---- |
| 27 maggio 2019 | in carica      | Alfredo Nicoli  | Lista civica                    | Sindaco |      |
| 14 giugno 2004 | 27 maggio 2019 | Massimo Armati  | Lista civica                    | Sindaco |      |
| 13 maggio 1991 | 13 giugno 2004 | Eugenio Crotti  | Partito Popolare Italiano (PPI) | Sindaco |      |